# Frank Tejeda

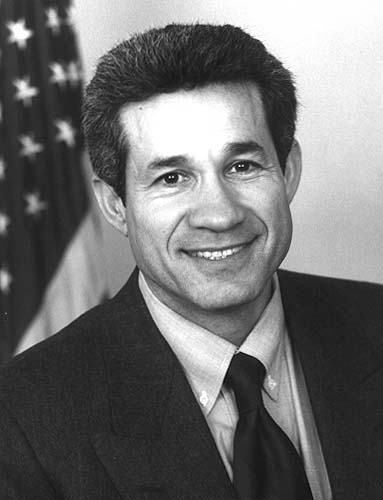
Frank Tejeda

Frank Mariano Tejeda (* 2. Oktober 1945 in San Antonio, Texas; † 30. Januar 1997 ebenda) war ein US-amerikanischer Rechtsanwalt und Politiker der Demokratischen Partei, der von 1993 bis zu seinem Tod 1997 den Bundesstaat Texas im US-Repräsentantenhaus vertrat.

## Leben
Nach dem Besuch der St. Leo’s Catholic School und der Harlandale High School leistete Tejeda zwischen 1963 und 1967 seinen Wehrdienst im US Marine Corps und begann anschließend ein Studium an der St. Mary’s University in San Antonio, welches er 1970 mit einem Bachelor of Arts (B.A.) abschloss. Ein darauf folgendes postgraduales Studium der Rechtswissenschaften an der Law School der University of California, Berkeley beendete er 1974 mit einem Juris Doctor (J.D.) und war nach der anschließenden anwaltlichen Zulassung als Rechtsanwalt tätig.
1977 begann er seine politische Laufbahn und wurde er als Kandidat der Demokratischen Partei zum Abgeordneten in das Repräsentantenhaus von Texas gewählt, dem er zehn Jahre bis 1987 angehörte. Zunächst vertrat er dort bis 1983 den Distrikt 57-B und dann bis 1987 den Distrikt 118, die beide in San Antonio liegen. Während dieser Zeit absolvierte er ein zusätzliches Studium im Fach öffentliche Verwaltung an der John F. Kennedy School of Government der Harvard University, das er 1980 mit einem Master of Public Administration (M.P.A.) abschloss.
Nach seinem Ausscheiden aus dem Repräsentantenhaus von Texas war er zwischen 1987 und 1993 Mitglied im Senat von Texas und vertrat dort den Distrikt 19 (San Antonio). Während dieser Zeit absolvierte er abermals ein Postgraduiertenstudium der Rechtswissenschaften an der Law School der Yale University und beendete dieses 1989 mit einem Master of Laws (LL.M.). 1992 wurde Tejeda zum Abgeordneten in das US-Repräsentantenhaus gewählt und vertrat in diesem vom 3. Januar 1993 bis zu seinem Tod am 30. Januar 1997 den neugeschaffenen 28. Kongresswahlbezirk von Texas. Nach seinem Tod wurde Ciro Rodriguez in einer Nachwahl (Special Election) zu seinem Nachfolger gewählt.
Für seine Verdienste wurde Tejeda, der an den Folgen eines Hirntumors starb und mit militärischen Ehren auf dem Fort Sam Houston National Cemetery beigesetzt wurde, posthum mit dem Silver Star ausgezeichnet.